# Jaggaiahpet
Jaggaiahpet (o Jaggayyapeta) è una suddivisione dell'India, classificata come nagar panchayat, di 39.817 abitanti, situata nel distretto di Krishna, nello stato federato dell'Andhra Pradesh. In base al numero di abitanti la città rientra nella classe III (da 20.000 a 49.999 persone).

## Geografia fisica
La città è situata a 16° 53' 60 N e 80° 5' 60 E e ha un'altitudine di 45 m s.l.m..

## Società

### Evoluzione demografica
Al censimento del 2001 la popolazione di Jaggaiahpet assommava a 39.817 persone, delle quali 20.130 maschi e 19.687 femmine. I bambini di età inferiore o uguale ai sei anni assommavano a 4.499, dei quali 2.340 maschi e 2.159 femmine. Infine, coloro che erano in grado di saper almeno leggere e scrivere erano 26.535, dei quali 14.711 maschi e 11.824 femmine.